# باغ مهدی
باغ مهدی، روستایی از توابع بخش مرکزی شهرستان تفت در استان یزد ایران است.

## جمعیت
این روستا در دهستان پیشکوه قرار دارد و براساس سرشماری مرکز آمار ایران در سال ۱۳۸۵، جمعیت آن ۱۲۷ نفر (۴۷خانوار) بوده‌است.